# خوتکای نوک‌سرخ

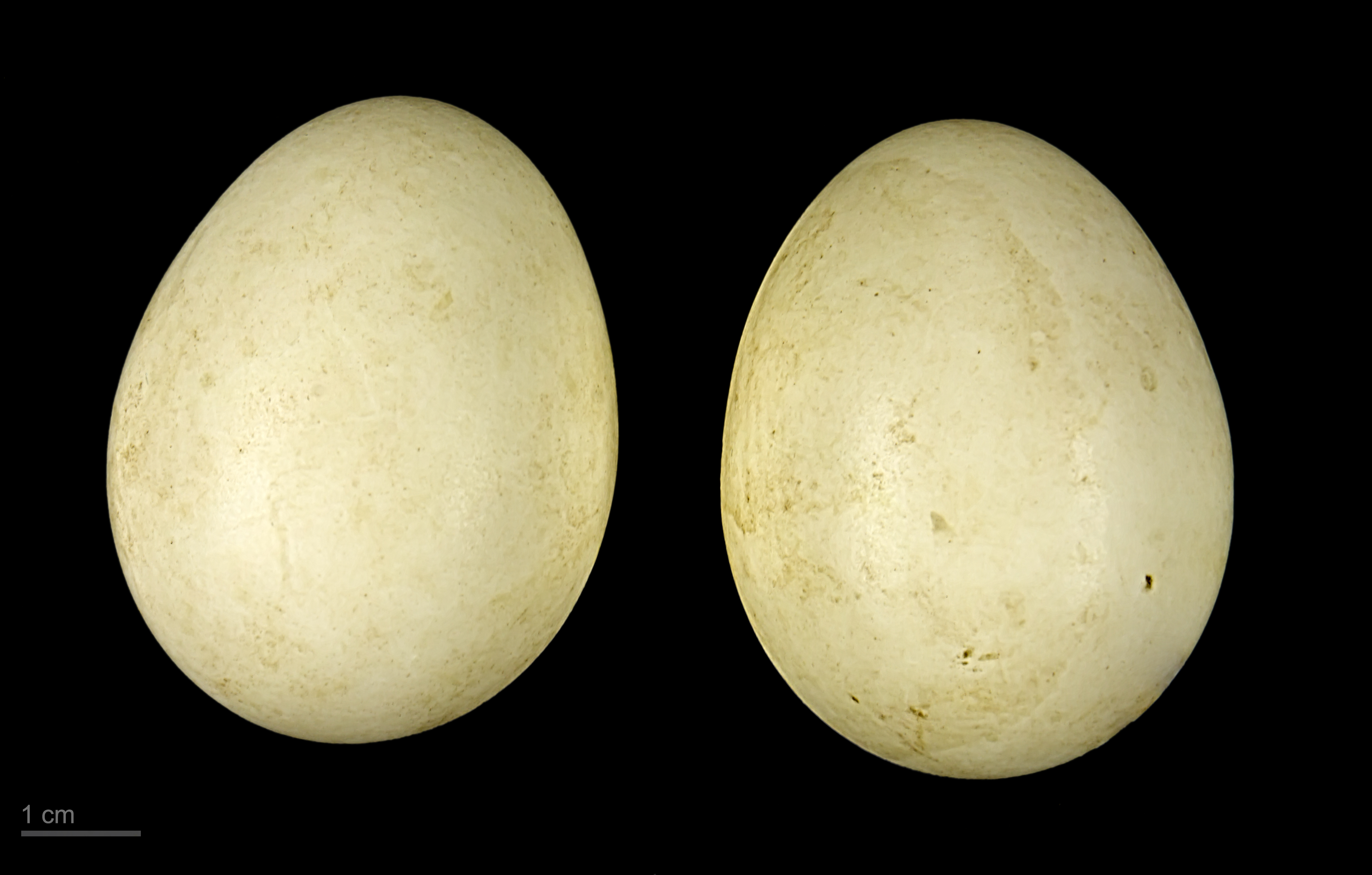
Anas erythrorhyncha

خوتکای نوک‌سرخ (نام علمی: Anas erythrorhyncha) نام یک گونه از سرده انس است.